# 아마짱
《아마짱》(일본어: あまちゃん)은 2013년도 상반기에 NHK에서 제작되어, 종합 텔레비전과 BS 프리미엄에서 방송된 연속 TV 소설의 제88시리즈 작품이다.

## 기획·제작
NHK가 2012년 6월 4일 기자회견에서 개요를 밝혔다. 쿠도 칸쿠로 각본의 오리지널 스토리로, 쿠도가 NHK에서 각본을 다루는 것은, 연속 TV 소설 이외에도 처음이다.
여주인공인 아마노 아키 역에 기용된 것은 노넨 레나로, 동년 7월 26일에 기자회견이 열려 발표되었다. 도쿄 제작의 연속 TV 소설에서는 《츠바사》 이후 4년만의 오디션을 실시하고, 1953명 중에서 뽑힌 것으로 노넨은 첫 드라마 주연이 된다.
동년 10월 18일에 이와테현 쿠지 시에서 크랭크 인, 다음 2013년 8월 1일에 크랭크 업했다.
이야기는 크게 2부 구성으로, 전반의 〈고향편〉에서는, 토호쿠 지방 산리쿠 해안에 있는 가공의 마을·이와테 현 키타산리쿠 시를 배경으로, 폐쇄적인 성향을 가진 도쿄의 여고생이 여름방학에 어머니의 고향인 키타산리쿠에 가, 할머니의 뒤를 따라 해녀가 되지만, 뜻하지 않은 일로 인기를 얻고 현지의 아이돌이 되는 모습을 그린다. 후반의 〈도쿄편〉에서는 아키가 도쿄에 돌아가, 전국의 지방 아이돌을 모은 아이돌 그룹 〈GMT47〉의 멤버로서 성장하는 모습을 그린다. 또 제23주부터는, 2011년 3월 11일에 발생한 동일본 대지진(토호쿠 지방 태평양 해역 지진)을 다룬다. 드라마 타이틀인 《아마짱》은 〈해녀짱(海女ちゃん아마짱)〉의 의미와 〈인생의 응석꾸러기(甘えん坊（甘ちゃん아마짱）)였던 여주인공의 성장을 그린다〉라는 의미가 담겨있다.
아키(노넨) 이외의 주요 캐스트에 대해서는, 2012년 9월 6일의 기자회견에서 전반의 〈고향편〉(제72화 이전)의 주요 캐스트(아키의 친족과 키타산리쿠 사람들)가, 다음 2013년 1월 18일의 기자회견에서 후반의 〈도쿄편〉(제73화 이후)의 주요 캐스트가 밝혀졌다.

### 기획의 경위
프로그램 타이틀 발표 때 기자회견에서의 쿠도의 말이나 방송 전에 행해진 쿠도에의 인터뷰, 또 잡지 《Cut》에서의 인터뷰에 의하면, 본작의 발상의 뿌리에 있는 것은 〈작은 시골의, 지역 아이돌에 의한 지역 일으키기〉라고 한다.

### 로케이션 장소

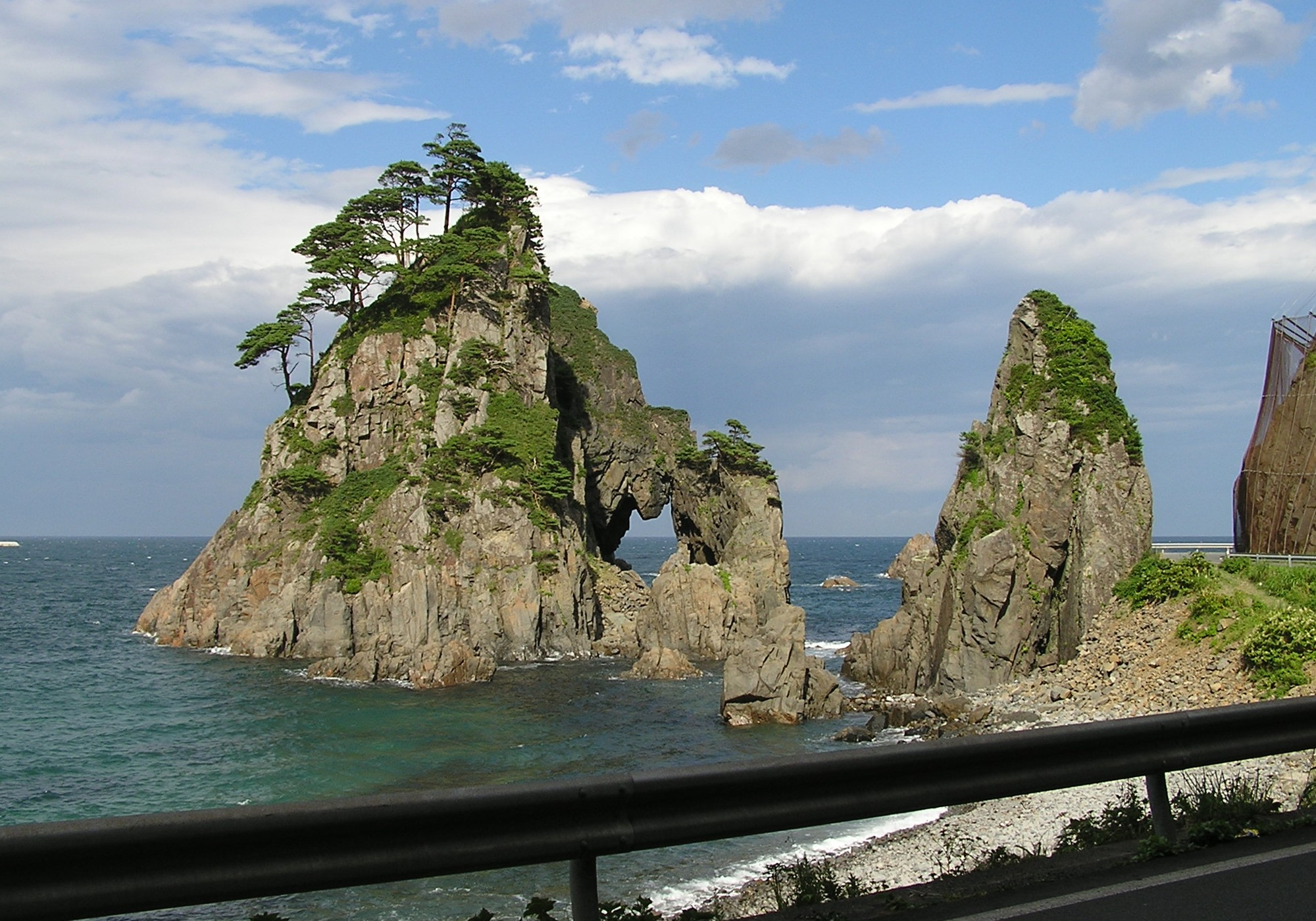
고향편 로케이션 장소·쿠지 시 코소데 해안
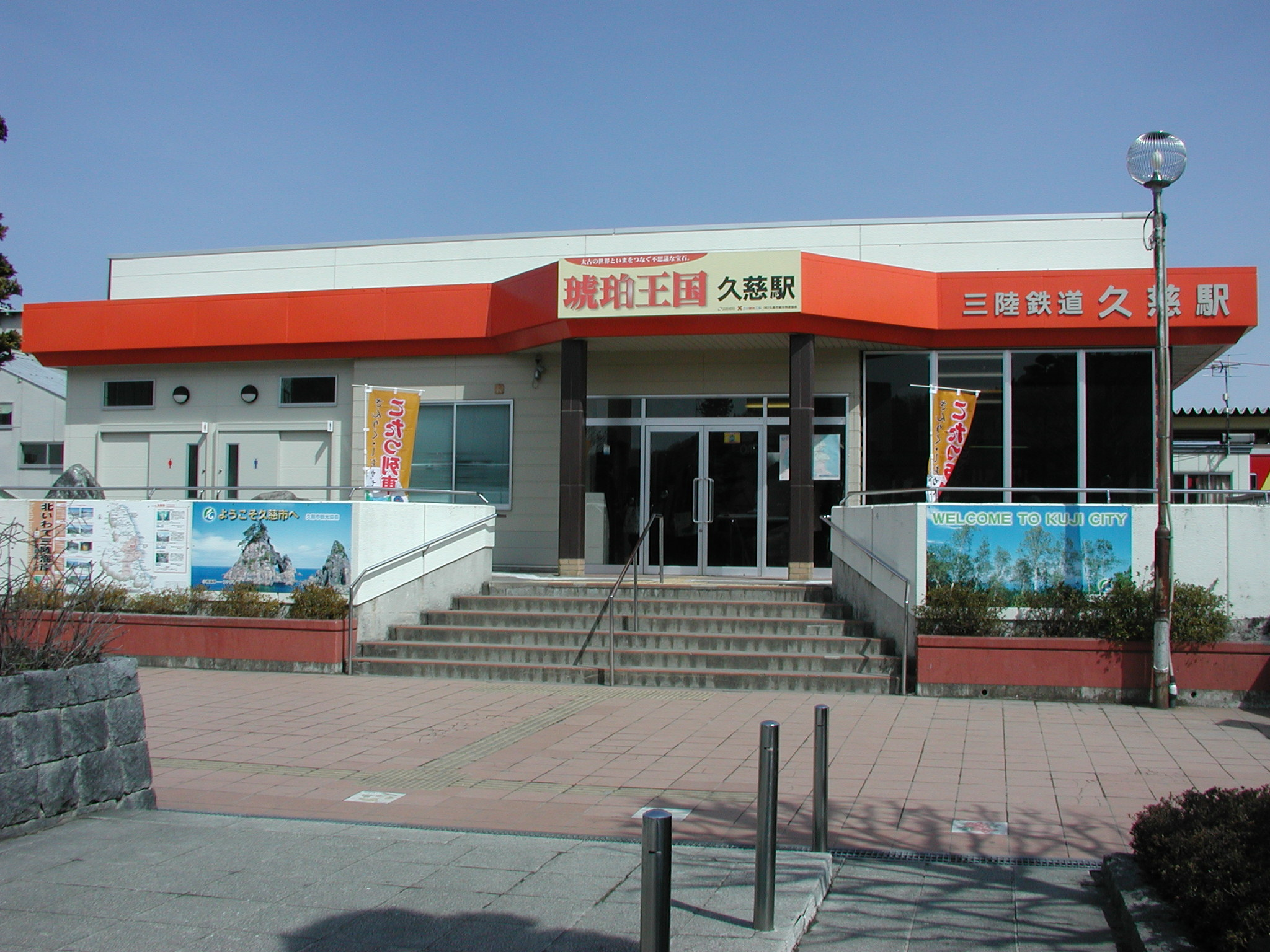
산리쿠 철도 쿠지 역(키타산리쿠 철도 북철 산리쿠 역 로케이션 장소)
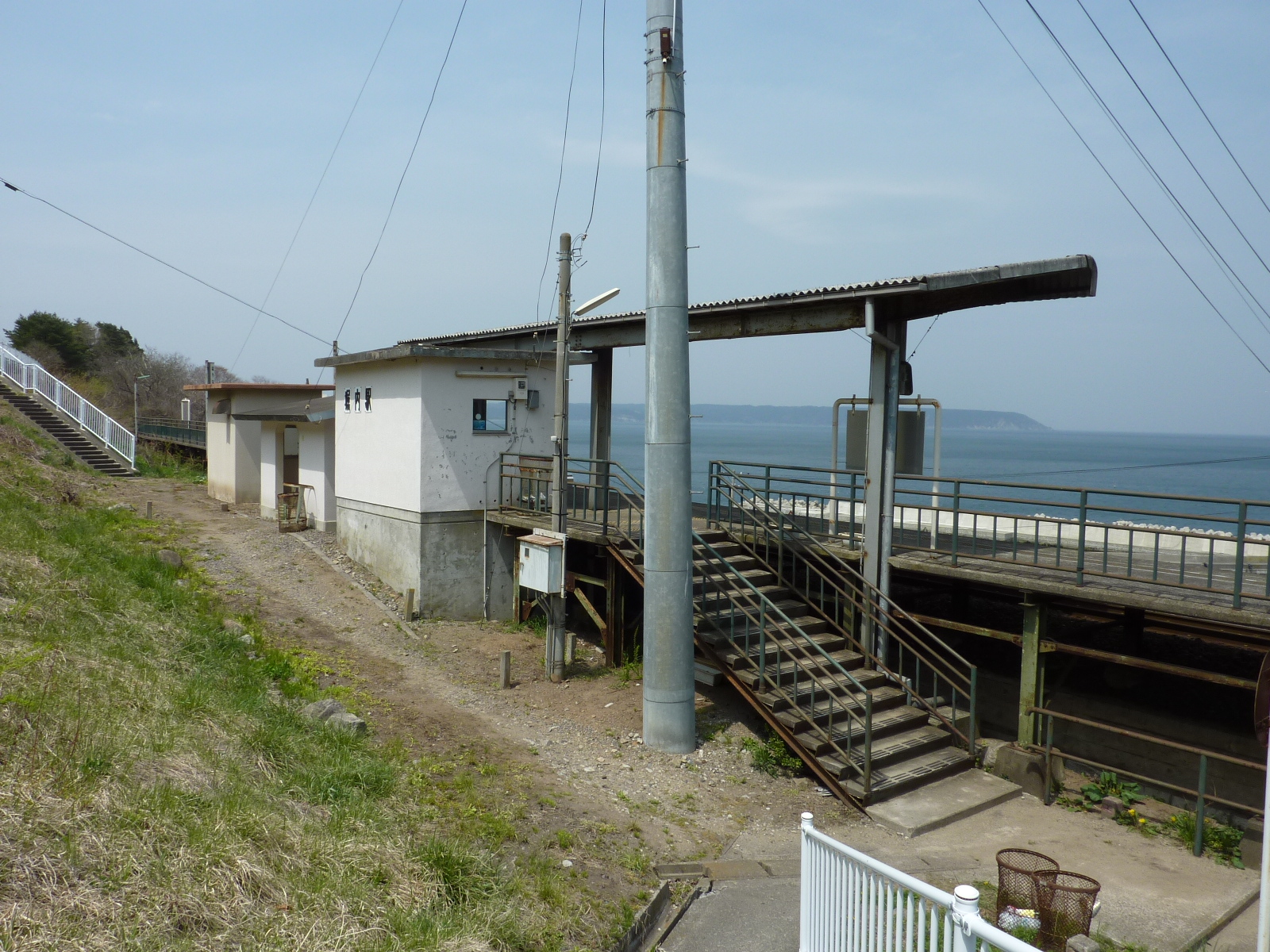
산리쿠 철도 호리나이 역(키타산리쿠 철도 소데가하마 역 로케이션 장소)
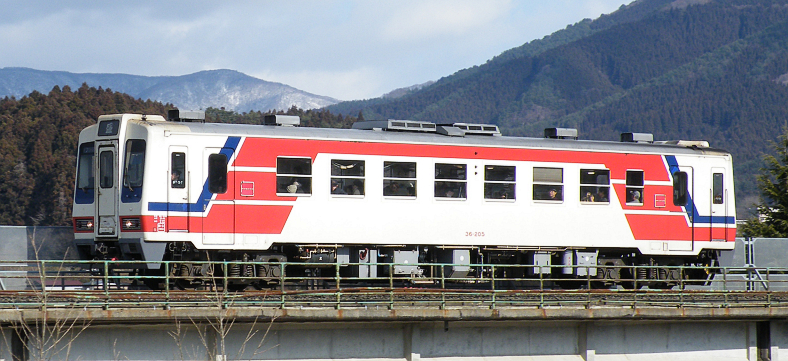
산리쿠 철도 36-100형 기동차(오프닝 영상 등에 등장하는 키타산리쿠 철도의 동형 차량)
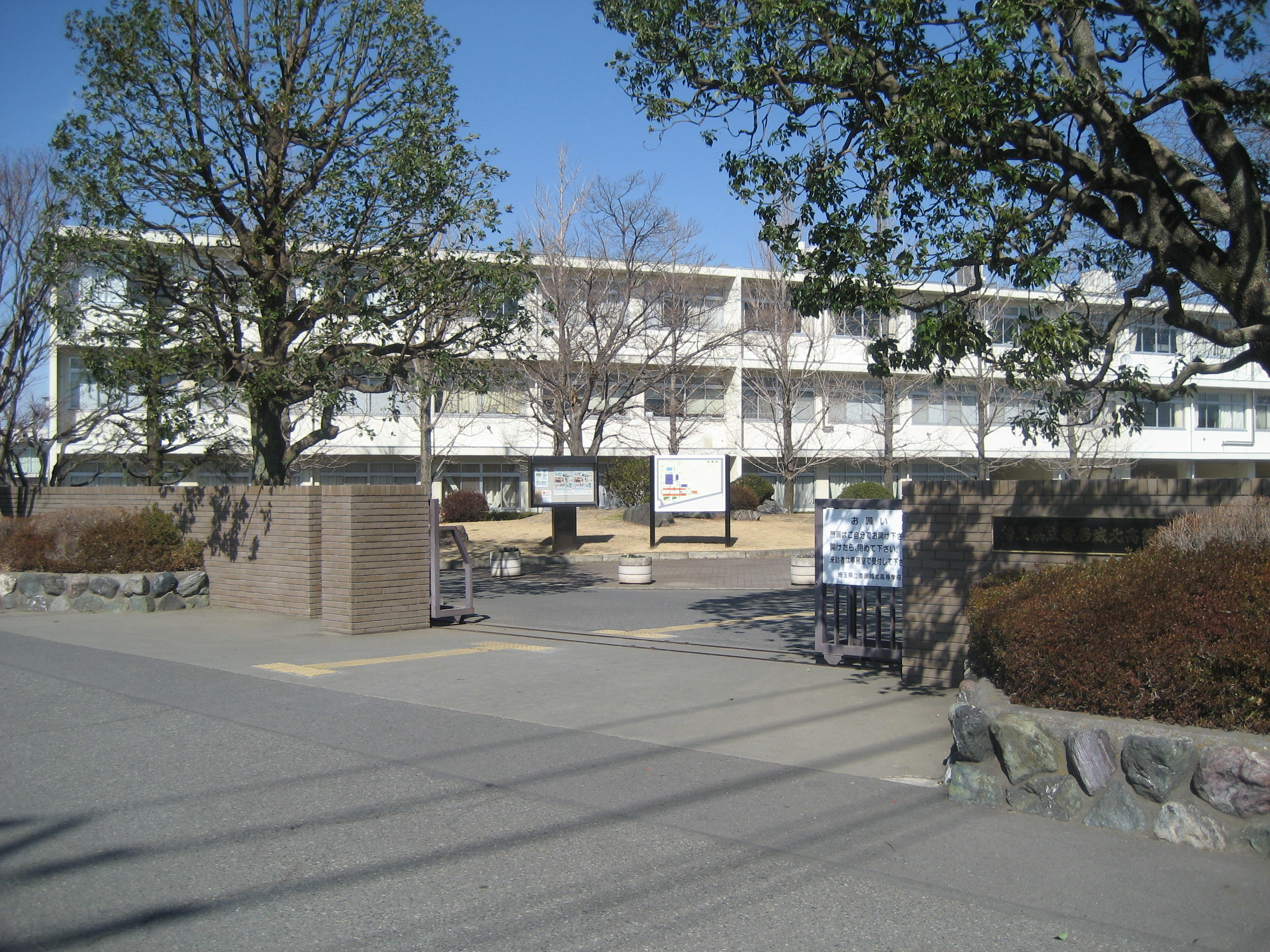
사이타마 현립 요리이죠호쿠 고등학교(키타산리쿠 고교 촬영지. 그러나 잠수 토목과 수영장 장면은 이와테 현립 타네이치 고등학교)
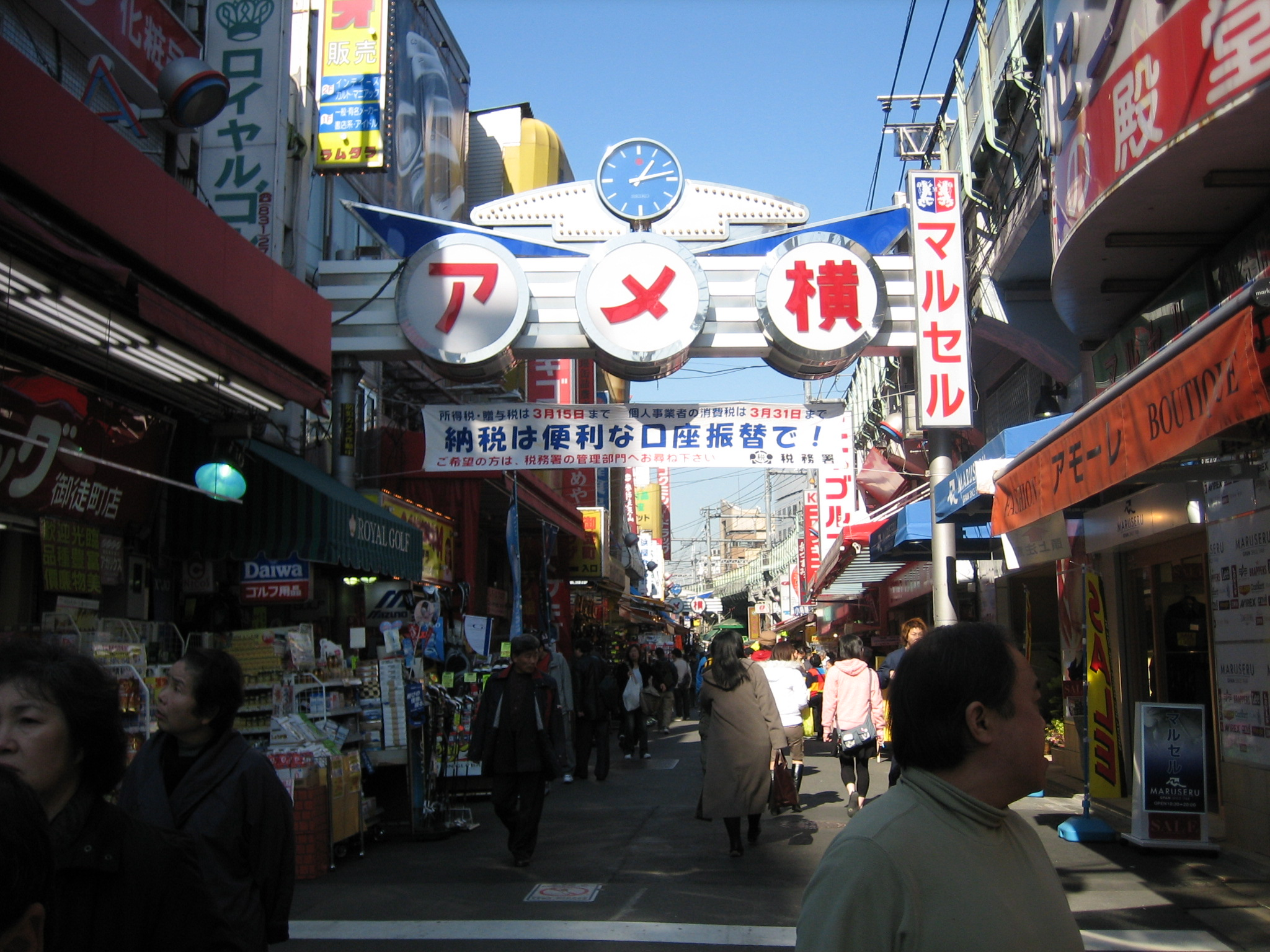
아메야요코초(아메요코. 아메요코 여학원 예능 코스의 본거지 〈도쿄 EDO 시어터〉 부근 로케이션 장소)

## 등장인물
이하는, 공식 사이트의 〈등장인물〉에 게재되고 있는 인물. 원칙적으로 역할 이름은, 드라마 내 스태프 롤의 표기에 근거한다. 역의 상세는 〈아마짱의 등장인물〉을 참조.

### 주인공과 그 가족
아마노 아키 - 노넨 레나 ※〈도쿄편〉(제73화 ~ 제132화 첫머리), 제154화 이후의 이야기도 겸임.
본작의 여주인공. 16세(고교 2학년) 여름, 어머니·하루코의 친정·이와테 현 키타산리쿠 시를 처음 방문해, 하루코와 함께 이주해 해녀가 된다. 한편, 친구·유이와 함께 현지의 아이돌이 되어, 본격적인 아이돌을 목표로 하고 상경. GMT에서의 활동을 거쳐 사무소 이적 후에 브레이크하지만, 동일본 대지진을 계기로 키타산리쿠 시에 돌아간다.
아마노 나츠 - 미야모토 노부코 ※〈고향편〉(제1화 ~ 제72화), 제154화 이후의 이야기도 겸임. (젊은 날의 나츠:토쿠나가 에리)
아키의 할머니로, 통칭 〈나츠 할매〉. 소데가하마의 해녀 클럽 회장. 카페 〈리아스(リアス)〉 및 스낵 〈리아스(梨明日)〉를 경영한다.
아마노 하루코 - 코이즈미 쿄코 (젊은 날의 하루코:아리무라 카스미/소녀기:타츠키 미이아/유소기:토요시마 하나) ※〈도쿄편〉(제132화 후반 ~ 제156화)의 이야기도 겸임.
아키의 어머니. 시골을 싫어해 아이돌을 목표로 18살이던 1984년 여름에 가출해 상경하지만 꿈은 이루지 못하고, 마사무네와 결혼해 주부이다. 2008년 여름, 아키를 데리고 24년만에 귀성. 원래는 아키의 해녀나 아이돌 활동에 반대하지만, 후에 응원해, 연예 사무소 〈스리 J 프로덕션〉을 설립한다.
쿠로카와 마사무네 - 오미 토시노리 (젊은 날의 마사무네:모리오카 류)
아키의 아버지. 개인 택시 운전수를 하고있다. 택시 회사에 근무하던 1985년과 1989년에 하루코와 만나, 2008년에 이혼한다.
아마노 츄베 - 카니에 케이조
아키의 할아버지. 참치 주낙 어업 등을 실시하는 원양 어업의 어부로, 연말부터 연초의 사이의 10일간 키타산리쿠로 돌아온다.

### 키타산리쿠의 사람들

#### 아다치가(家)
아다치 유이 - 하시모토 아이
아키와 같은 학년으로, 현지에서는 이름이 알려진 아이돌 희망의 미소녀. 키타산리쿠의 미스콘에 우승해, 동시기에 인기 해녀가 된 아키와 함께 전국의 아이돌 오타쿠에게 주목받아, 현지 아이돌 유닛 〈파도소리의 기억〉을 결성. 예능 사무소의 스카우트를 받아 상경하려던 차에 아버지가 쓰러지고 어머니가 실종돼 꿈을 포기하고 불량해지지만, 해녀가 된다.
아다치 히로시 - 코이케 텟페이
유이의 오빠. 별명은 〈스토브〉. 도쿄에서 좌절하고 키타산리쿠에 돌아온 후, 관광 협회의 Web 담당으로 취직해 진가를 발휘, 현지 집객 활동의 힘이 된다. 아키를 좋아해 고백했지만, 짝사랑으로 끝난다. 아버지가 쓰러지고 어머니가 실종된 후, 아버지의 간호를 떠맡고 아다치가(家)를 지탱한다.
아다치 이사오 - 히라이즈미 세이
유이와 히로시의 아버지. 이와테 현 의회 의원을 맡은 현지의 이름난 사람. 전에는 키타산리쿠 고교의 교사로 하루코나 다이키치의 담임. 유이의 꿈을 응원하고 있었지만 유이의 상경 전날 밤 쓰러진다. 후에 복귀한다.
아다치 요시에 - 야기 아키코
유이와 히로시의 어머니. 전 아나운서인 전업 주부. 전형적인 현모양처지만, 이사오가 병으로 쓰러져, 미래에 불안을 느껴 잠시 실종된다.

#### 해녀·어협 관계자와 그 가족
콘노 야요이 - 와타나베 에리
현역 해녀. 〈키타산리쿠의 코시지 후부키〉라고 불릴 정도의 가창력 소유자.
콘노 아츠시 - 스가와라 다이키치
야요이의 남편. 마을의 상공 회장으로, 양복점 〈부티크 콘노〉를 영위하고 있다.
오사나이 카츠에 - 키노 하나
나츠 다음으로 나이가 많은 해녀. 로쿠로와는 결혼과 이혼을 되풀이해, 2008년 시점에서는 내연 관계이다.
오사나이 로쿠로 - 덴덴
카츠에의 내연 관계인 남편. 소데가하마 어협의 종합장. 전 어부.
쿠마가이 미스즈 - 미호 준
현역 해녀. 과거에 몇번이나 사랑의 도피를 했었다.
안베 사유리 - 카타기리 하이리
해녀 겸업의 어협 사무원. 애칭은 〈안베 짱〉. 하루코의 고교 시절의 동급생. 다이키치의 전 아내. 2008년 9월, 마메부를 전국에 널리 퍼지게 하기 위해 해녀를 은퇴. 〈도쿄편〉에서는, 포장마차를 경영하던 중 아키와 재회한다.
하나마키 타마코 - 이세 시마
사유리의 후임 사무원. 소데가하마 출생으로, 2명의 딸을 기르는 이혼하고 친정에 돌아와 있는 싱글 마더. 독설가지만 부지런한 사람으로, 서양 음악에 정통하다.

#### 그 외의 키타산리쿠 사람들
오오무카이 다이키치 - 스기모토 텟타 (젊은 날의 다이키치:히가시데 마사히로)
키타산리쿠 역의 역장. 하루코의 소꿉 친구로 그녀를 좋아하고 있다. 사유리의 전 남편. 현지의 과소화를 걱정해, 하루코에게 〈북쪽의 해녀〉를 계승시키려고 나츠의 위독을 알리는 거짓 메일을 보내, 아키가 키타산리쿠에 살게 되는 발단이 된다.
요시다 마사요시 - 아라카와 요시요시
키타산리쿠 역의 부역장. 독설에 시치미떼는 성격. 쿠리하라와 결혼했다.
스가와라 타모츠 - 후키코시 미츠루 (젊은 날의 스가와라:오치아이 모토키)
관광 협회장. 현지의 집객 활동에 소극적이기 때문에 다이키치에게 엉덩이를 맞고 있다.
쿠리하라 시오리 - 안도 타마에
관광 협회의 직원. 히로시와 교제하지만, 요시다로 변심해 결혼한다.
타네이치 코이치 - 후쿠시 소타
키타산리쿠 고교 잠수 토목과에서 아키의 선배로 첫사랑 상대. 강경파로 남부 잠수가 특기. 상경 후 취직처에서 좌절해, 스시 가게 〈무뢰 스시〉에 제자로 들어간다.
이소노 신페이 - 미나가와 사루토키
키타산리쿠 고교 잠수 토목과의 교사. 애칭은 〈잇송〉.
오다 벤 - 시오미 산세이 (젊은 날의 벤:사이토 요시키)
〈리아스〉의 단골 손님으로, 호박의 굴착 장인. 〈리아스〉의 카운터에서 항상 호박을 닦고 있다.

### 도쿄의 사람들
스즈카 히로미 - 야쿠시마루 히로코
아키가 동경하는 청순파 대여배우. 아이돌 데뷔한 1986년, 해녀를 소재로 한 청춘 영화 《파도소리의 기억》으로 주연을 맡아 브레이크했다. 〈도쿄편〉에서 아키와 만나, 따라다니며 신변을 돌보아 주는 사람으로 고용하는 한편, 아이돌을 목표로 하는 아키를 응원한다. 2011년, 〈스리 J 프로덕션〉으로 이적 후, 아라마키와의 결혼을 발표한다.
미즈구치 타쿠마 - 마츠다 류헤이
예능 사무소 〈오피스 하트풀〉의 스카우트 맨 겸 〈GMT47〉의 매니저를 거쳐 〈스리 J 프로덕션〉에서 아키의 매니저를 맡는다. 〈고향편〉에서는 아키와 유이를 스카우트하기 위해 정체를 숨기고 벤의 제자로 들어가, 〈도쿄편〉에서는 상경해 아이돌을 목표로 하는 아키를 지지한다.
아라마키 타이치 - 후루타 아라타
예능 사무소 〈오피스 하트풀〉의 사장 겸 프로듀서. 1959년 출생. 도쿄 도 출신. 과거에 많은 아이돌을 대히트 시켰다. 통칭은 〈후토마키〉. 동일본 대지진 후, 전부터 극비 교제하고 있던 스즈카와 결혼을 발표한다.
카와시마 코사쿠 - 마기
〈아메죠〉의 치프 매니저를 거쳐, GMT의 전속 매니저가 된다.
아리마 메구 - 아다치 리카
〈아메죠〉 센터. 애칭은 〈마메링〉. 프라이드가 높고 스테이지에 서는 집념은 강하지만, 스캔들을 자주 일으켜, 마침내 2010년에 아메죠에서 해고당한다.
이루마 시오리 - 마츠오카 마유
GMT의 리더. 사이타마현 출신. 책임감이 강하고 열렬한 성격.
엔도 마나 - 오노 이토
GMT의 멤버. 후쿠오카현 출신이라고 말했지만, 실은 사가현 출신.
미야시타 아유미 - 야마시타 리오
GMT의 멤버. 토쿠시마 현 출신. 나이를 속였던 것을 밝힌다. 〈국민 투표〉 후, 아이돌을 은퇴.
캰 에렌 - 쿠라시타 호나미
GMT의 멤버. 오키나와현 출신. 마이페이스로 관대한 성격.
오노데라 카오루코 - 유키 미오
GMT의 멤버로 최연소. 미야기현 출신.
베로니카 - 사이토 아리나
아키의 탈퇴 후에 GMT에 가입한 멤버. 브라질인과 야마나시현민과의 혼혈.
히비키 이치로 - 무라스기 세미노스케
아이돌 오타쿠인 카메라 애송이로 아키 등 현지 아이돌 활동을 당초부터 계속해서 뒤쫓는다. 후에 유명한 아이돌 평론가가 된다.
우메즈 - 피에르 타키
도쿄 EDO 시어터 뒤의 스시 가게 〈무뢰 스시〉의 대장. 평소에는 말이 없고 장인 기질이지만, 얼빠진 얼굴의 일면도 있다.
카이 - 마츠오 스즈키
하라주쿠의 준찻집 〈아이돌〉 점주. 아이돌 방면에 훤하다.

## 설정·용어
스토리 설정이나 키워드가 되는 용어에 대해 설명한다.

### 키타산리쿠 시
제1부의 무대가 된 키타산리쿠 시는, 이와테현 산리쿠 해안에 있다는 설정의 시골 마을. 〈북쪽의 해녀〉와, 키타산리쿠 철도의 역에서 파는 도시락인 〈리아스의 성게 덮밥〉이 관광 자원. 명물은 〈마메부〉와 호박.
상술한 대로, 이와테 현 쿠지 시 및 그 주변(히로노정·타노하타 촌 등)의 설정이 거의 그대로 활용되고 있다.
키타산리쿠 철도 리아스 선
1984년 7월 1일 개통한 제3센터 철도. 통칭 〈북철〉.
키타산리쿠 역
〈키타산리쿠 철도 리아스 선〉의 북쪽 터미널 역. 역 건물 내에는 역무실이나 대합실 외에, 음식&카페 〈리아스(リアス)〉(밤에는 스낵 〈리아스(梨明日)〉가 된다)가 있다.
소데가하마 해안
아마노가(家)가 있는 키타산리쿠 시의 어촌 마을에서, 세계에서도 최북단에서 활동하는 〈북의 해녀〉로 알려진다. 2009년 7월 1일에는 어협을 개장해 음식·명산품 판매·이벤트 등을 위한 시설 〈해녀 카페〉가 오픈했다.
소데가하마 역
소데가하마 지구의 근처 역으로, 키타산리쿠 역 다음 역. 드라마의 설정상은 고지대 쪽 마을 안에 있는 것으로 되어 있다.
하타노 역
아다치가(家)의 근처 역. 드라마의 설정상은 〈시가 아니라 마을에 있는 것〉으로, 키타산리쿠 역에서 1시간 거리에 있는 역이다. 제4화에서 아키와 유이의 첫 만남 장소이며, 다다미방 열차 때 타네이치를 〈남부 다이버〉로 배웅한 장소이기도 하다.
키타산리쿠 고교
키타산리쿠 시내에 있는 고교. 보통과와 잠수 토목과가 있어, 잠수 토목과에서는 전통적인 잠수법인 〈남부 잠수〉를 가르치는 수업을 진행하고 있다.
키타산리쿠의 방언
키타산리쿠의 사람들이 놀랄 때 〈제〉라는 말을 하는 장면을 많이 사용하고 있다. 이것은 촬영지인 이와테 현 쿠지 시 코소데 지구에서 실제로 이용되는 감탄사로, 쿠도가 로케이션 헌팅에 갔을 때, 해녀가 한 말을 재미있다는 이유로 각본에 채용한 것이지만, 기본적으로 코소데 지구의 어부들 사이에서만 오가는 방언으로, 쿠지 시내에서도 다른 지역에서는 거의 사용되지 않는다.
파도소리의 메모리즈
아키와 유이에 의한, 키타산리쿠를 북돋우기 위해 결성된 현지 아이돌 유닛.
해녀의 미산가
성게 잡이 시즌 오프 때의 부업으로, 하나마키가 발안하고 지도해, 해녀 클럽의 얼굴들이 제작, 키타산리쿠 역이나 해녀 카페에서 판매.

### 오피스 하트풀
아라마키가 사장을 맡고 있는 예능 프로덕션. 1991년 설립. 시부야의 본사 외에, 아메요코의 극장에 인접한 사무소를 갖고 있다. 2008년에 〈아메요코 여학원 예능 코스〉의 프로듀스를 하고 인기 아이돌 그룹으로 육성, 자매 그룹으로서 〈GMT47〉의 프로젝트를 계획한다. 소속 아이돌들에게는 남녀 교제를 금지하는 〈연애 금지법〉의 한계가 있다.
아메요코 여학원 예능 코스
아라마키 프로듀스에 의한 인기 아이돌 그룹. 통칭 〈아메죠〉.
GMT47→GMT6→GMT5
아라마키 프로듀스에 의해, 전국의 지역 아이돌에서 선발된 그룹.
도쿄 EDO 시어터
우에노·아메요코에 있는, 아메요코 여학원 예능 코스를 위한 전용 극장. 명칭은 도쿄 스카이 트리의 명칭 후보의 하나였던 〈도쿄 EDO 타워〉에 맞춰 지은 것.
진심 제2여자 기숙사
야나카에 있는 GMT를 위한 합숙소.

### 스리 J 프로덕션
오피스 하트풀을 이탈한 아키를 위해, 하루코가 만든 개인 예능 사무소. 하루코가 사장, 아키가 소속 탤런트, 마사무네가 운전수로 시작하여, 사무실은 세타가야에 있는 마사무네의 자택 맨션의 거실이다. 매니저는 모집을 받아 하루코가 채용 면접을 행해, 오피스 하트풀의 GMT 담당 매니저인 미즈구치를 고용한다. 후에 스즈카 히로미도 소속하게 된다. 스리 J란 3개의 J(JJJ)로 〈제제제〉를 의미하며, 심벌 마크는 〈(‘jjj’)/〉.

### 극 중 극
영화 《파도소리의 메모리》
드라마 내에 등장하는 가공의 일본 영화. 1986년 제작한 정월 영화로, 스즈카 히로미가 주연해 동명의 주제가도 담당했다(실제로는 주제가만 당시의 아마노 하루코가 카게무샤로서 녹음하고 있었다).
찾아내서 부수자
가공의 어린이용 교육 프로그램.

## 오프닝
이야기의 주요 무대인 이와테 현의 촬영 영상(산리쿠 철도나 산리쿠 해안, 강·산·항구 등)이 펼쳐지면서, 곳곳에 아키가 뛰어오르는 장면이 삽입된다.

## 음악
오프닝 테마를 포함해 대부분은 오오토모 작곡의 오리지널로 구성된다. 그 곡수는 방송 개시 전의 시점에서 130곡이지만, 방송 개시 후에도 작곡이 속행되어, 5월 시점에서 이미 200곡을 넘었다고 한다.

### 삽입곡
악곡 자체의 상세는 각 곡의 항목을 참조.
〈潮騒のメモリー 파도소리의 메모리〉
작사: 쿠도 칸쿠로 / 작곡: 오오토모 요시히데, Sachiko M
영화 《파도소리의 메모리》의 주제가로 스즈카 히로미(야쿠시마루)의 데뷔곡으로 60만매의 히트를 쳤다고 하는 설정의 악곡. 등장 당초부터 본작에서 중요한 역할을 하는 악곡인 것이 시사되고 있었다.
제7주에서 하루코(코이즈미)가 가라오케에서 부른 장면으로 첫 피로되어, 아키(노넨)와 유이(하시모토)의 유닛 〈파도소리의 메모리즈〉의 노래로 사용되고 있다. 가라오케에서 펼쳐진 영상도 드라마 제작팀의 오리지널 영상으로, 공식 사이트에서 공개되고 있다. 제16주에서, 실제 음원은 가창력에 어려움이 있던 스즈카의 노래가 아닌, 카게무샤(대역)으로서 부르고 있던 하루코의 노래였던 것이 밝혀진다.
당초는 〈드라마의 줄거리에 관한 내용 때문에 전모를 보여줄 수 없다〉라는 이유로 〈발매 미정〉이었다. 하지만, 제16주 방송 후 7월 31일에 〈아마노 하루코(코이즈미 쿄코)〉 명의로 CD 발매되었다.
〈暦の上ではディセンバー 달력상으로는 디셈버〉
작사: 쿠도 칸쿠로 / 작곡: 오오토모 요시히데, Sachiko M, 에토 나오코, 타카이 야스오
아라마키 프로듀스의 인기 아이돌 그룹 〈아메요코 여학원 예능 코스〉(아메죠)의 2009년에 발매한 3번째 싱글로 첫 밀리언 히트를 달성했다고 하는 설정의 악곡. 〈도쿄편〉에서 아메죠의 대표곡으로서 가창 장면이 종종 등장한다.
2013년 6월 29일에 〈아메요코 여학원 예능 코스〉 명의로 전달 한정 싱글로 발매되었다. 실제의 가창은 베이비레이즈와 나리타 리나 역의 미나세 이노리로, 동년 8월 21일에 베이비레이즈판의 CD가 발매되었다.
〈地元に帰ろう 고향에 돌아가자〉
작사: 쿠도 칸쿠로 / 작곡: Sachiko M, 오오토모 요시히데
GMT의 데뷔곡이라는 설정의 악곡. 작품 속에서는 〈국민 투표〉에 의해 나락으로 떨어져버린 아리마 메구의 지명도를 이용한 GMT의 판매를 위해 아라마키가 만든 곡으로 되어있으며, 레코딩 후에 아라마키가 아키의 음성을 무단으로 오토튠 이펙트를 준 것이 아키가 GMT를 탈퇴하는 계기가 되었다고 한다.
《아침까지 “아마” TV》 제3밤에서 풀 버전이 최초 공개되었다. (아키를 포함한) GMT 6명의 출신지가 가사에 포함되어 있다. 2013년 8월 28일 발매된 《아마짱 노래 앨범》에 수록되어 있다. 본래의(이펙트 가공 전의) 가창이 공개·수록되어 있다.

## 수상
- 도쿄 드라마 어워드 2013[22]
  - 그랑프리
  - 주연여우상 (노넨 레나)
  - 조연여우상 (코이즈미 쿄코)
  - 각본상 (쿠도 칸쿠로)
  - 연출상 (이노우에 츠요시)
  - 프로듀스상 (쿠루베 케이 치프 프로듀서)
  - 특별상 (오오토모 요시히데)
- 방송 비평 간담회 갤럭시상
  - 2013년 9월도 월간상
- 제78회 더 텔레비전 드라마 아카데미상 (2013년)
  - 최우수 작품상
  - 주연여우상 (노넨 레나)
  - 조연여우상 (코이즈미 쿄코)
  - 각본상 (쿠도 칸쿠로)
  - 드라마송상 (아마노 하루코 〈파도소리의 메모리〉)
  - 특별상 (오오토모 요시히데)
- 제55회 일본 레코드 대상 작곡상
  - 오오토모 요시히데 - 〈아마짱 오프닝 테마〉 〈파도소리의 메모리〉
  - Sachiko M - 〈파도소리의 메모리〉
- 2013 유캔 신조어·유행어 대상 연간 대상 (본작의 대사로부터 〈제제제〉)
- 우먼 오브 더 이어 2014 준대상 〈히트 메이커 부문〉 (이와쿠라 요코:일본방송협회 디자인 센터 영상 디자인부)

## 방송 일자
2013년 4월 1일부터 동년 9월 28일의 전 156회.
- 동년 4월 3일의 제3회 재방송(종합)은 《제85회 기념 선발 고등 학교 야구 대회》 방송 때문에 12:15 ~ 12:30에 방송.
- 동년 8월 6일의 제110회 본방송(종합)은 《히로시마 평화 기념식》 중계 때문에, 츄고쿠 지방은 7:45 ~ 8:00에, 그 외 지역은 8:37 ~ 8:52에 방송.
- 동년 8월 23일의 제125회 본방송(종합)은 MLB 중계 때문에, 멀티 편성이 되어, 메인 채널로 방송.
- 부제의 서두는 전부 아키의 일인칭인 〈나(おら오라)〉로 시작한다.

|                                                             | 주 | 회      | 방송일              | 부제                          | 연출              | 주간 최고 시청률 |
| ----------------------------------------------------------- | -- | ------- | ------------------- | ----------------------------- | ----------------- | ---------------- |
| 제1부 고향편                                                | 1  | 1-6     | 4월 1일 ~ 4월 6일   | 난, 이 바다가 좋다!           | 이노우에 츠요시   | 20.1%            |
| 제1부 고향편                                                | 2  | 7-12    | 4월 8일 ~ 4월 13일  | 난, 도쿄에 돌아가고 싶지 않아 | 이노우에 츠요시   | 20.6%            |
| 제1부 고향편                                                | 3  | 13-18   | 4월 15일 ~ 4월 20일 | 나, 친구가 생겼다!            | 요시다 테루유키   | 22.0%            |
| 제1부 고향편                                                | 4  | 19-24   | 4월 22일 ~ 4월 27일 | 나, 성게를 따고 싶어          | 이노우에 츠요시   | 20.9%            |
| 제1부 고향편                                                | 5  | 25-30   | 4월 29일 ~ 5월 4일  | 나, 선배가 좋다!              | 카지와라 토키     | 19.5%            |
| 제1부 고향편                                                | 6  | 31-36   | 5월 6일 ~ 5월 11일  | 우리 할아버지, 날뛰다         | 요시다 테루유키   | 20.4%            |
| 제1부 고향편                                                | 7  | 37-42   | 5월 13일 ~ 5월 18일 | 우리 엄마에겐 역사가 있다     | 카지와라 토키     | 20.8%            |
| 제1부 고향편                                                | 8  | 43-48   | 5월 20일 ~ 5월 25일 | 나, 두근거림이 멈추지 않아    | 요시다 테루유키   | 20.2%            |
| 제1부 고향편                                                | 9  | 49-54   | 5월 27일 ~ 6월 1일  | 나의 대실연                   | 니시무라 타케고로 | 21.6%            |
| 제1부 고향편                                                | 10 | 55-60   | 6월 3일 ~ 6월 8일   | 나, 스카우트되다!?            | 카지와라 토키     | 20.5%            |
| 제1부 고향편                                                | 11 | 61-66   | 6월 10일 ~ 6월 15일 | 나, 아이돌이 되고 싶어!       | 요시다 테루유키   | 22.2%            |
| 제1부 고향편                                                | 12 | 67-72   | 6월 17일 ~ 6월 22일 | 나, 도쿄에 간다!              | 이노우에 츠요시   | 22.0%            |
| 제2부 도쿄편                                                | 13 | 73-78   | 6월 24일 ~ 6월 29일 | 나, 나락에 떨어지다           | 이노우에 츠요시   | 22.6%            |
| 제2부 도쿄편                                                | 14 | 79-84   | 7월 1일 ~ 7월 6일   | 나, 대여배우의 시중을 들다    | 요시다 테루유키   | 21.0%            |
| 제2부 도쿄편                                                | 15 | 85-90   | 7월 8일 ~ 7월 13일  | 나의 인의없는 싸움            | 니시무라 타케고로 | 22.1%            |
| 제2부 도쿄편                                                | 16 | 91-96   | 7월 15일 ~ 7월 20일 | 우리 엄마에겐 역사가 있다 2   | 카지와라 토키     | 20.6%            |
| 제2부 도쿄편                                                | 17 | 97-102  | 7월 22일 ~ 7월 27일 | 나, 슬픔이 멈추지 않아        | 카지와라 토키     | 22.2%            |
| 제2부 도쿄편                                                | 18 | 103-108 | 7월 29일 ~ 8월 3일  | 나, 고향으로 돌아가!?         | 이노우에 츠요시   | 22.8%            |
| 제2부 도쿄편                                                | 19 | 109-114 | 8월 5일 ~ 8월 10일  | 나의 하트, 재점화             | 요시다 테루유키   | 22.4%            |
| 제2부 도쿄편                                                | 20 | 115-120 | 8월 12일 ~ 8월 17일 | 내 할매, 사랑의 여정중        | 쿠와노 토모히로   | 22.9%            |
| 제2부 도쿄편                                                | 21 | 121-126 | 8월 19일 ~ 8월 24일 | 우리의 대역전                 | 카지와라 토키     | 23.9%            |
| 제2부 도쿄편                                                | 22 | 127-132 | 8월 26일 ~ 8월 31일 | 나와 마마의 파도소리의 메모리 | 요시다 테루유키   | 22.8%            |
| 제2부 도쿄편                                                | 23 | 133-138 | 9월 2일 ~ 9월 7일   | 나, 모두를 만나고 싶어!       | 이노우에 츠요시   | 23.1%            |
| 제2부 도쿄편                                                | 24 | 139-144 | 9월 9일 ~ 9월 14일  | 나, 역시 이 바다가 좋다!      | 쿠와노 토모히로   | 22.6%            |
| 제2부 도쿄편                                                | 25 | 145-150 | 9월 16일 ~ 9월 21일 | 우리, 언제라도 꿈을           | 니시무라 타케고로 | 27.0%            |
| 제2부 도쿄편                                                | 26 | 151-156 | 9월 23일 ~ 9월 28일 | 우리, 불타오르네!             | 이노우에 츠요시   | 23.5%            |
| 평균 시청률 20.6% (시청률은 칸토 지구·비디오 리서치사 조사) |    |         |                     |                               |                   |                  |

## 관련 프로그램

### 특별편·제157회 〈나, 홍백 나와〉
12월 31일 방송의 《제64회 NHK 홍백가합전》에서는, 프로그램 안에서 〈아마짱〉 “특별편”이라고 제목을 붙인 기획 스테이지가 마련되었다.
전반에는 〈키타산리쿠 시로부터의 생중계〉로, 키타산리쿠 역 앞과 망년회 중인 〈스낵 리아스〉로부터의 토막극을 삽입했다. 요시다 마사요시(아라카와 요시요시)가 리포터 역을 맡아, 키타산리쿠 편의 레귤러진이 많이 출연했다.
기획 스테이지 본편은, 후반에 행해져, 전 편으로 아마짱 스페셜 빅 밴드에 의한 생 연주를 바탕으로 노래를 피로했다. 그 전에는 “GMT 스페셜 유닛 feat.아메요코 여학원”으로서, 11명이서 〈달력상으로는 디셈버〉를 노래했다. 노래가 끝나고 아키가 아다치 유이(하시모토 아이)를 관객에게 소개하고, 중계로 이어지고 있던 〈스낵 리아스〉에 있던 유이에게 〈여기 와서 같이 노래하자〉라고 불렀더니, 오프닝 테마의 생 연주와 함께 스테이지 위의 스크린에 오프닝 영상이 흘러, 《제157회 〈나, 홍백 나와〉》의 크레디트를 표시. 그 후, 쿠로카와 마사무네(오미 토시노리)의 택시로 유이가 NHK 홀에 급히 달려 온다. 스테이지에 모인 둘은 “파도소리의 메모리즈”로서 〈파도소리의 메모리〉를 노래해, 1절이 끝나고 아마노 하루코(코이즈미 쿄코)가 등장해 2절을 노래했다. 노래가 끝나고 바닥 장치가 올라 기모노 차림의 스즈카 히로미(야쿠시마루 히로코)가 등장해, 스트링스를 바탕으로 〈파도소리의 메모리〉를 노래했다. 마지막에는 출연자 전원이 등장해 〈고향에 돌아가자〉의 합창이 행해져, 미야모토 노부코와 쿠도 칸쿠로가 앉아있던 심사석 뒤에 히비키 이치로(무라스기 세미노스케)가 숨어있었다, 라고 하는 결말로 마무리했다. 마지막에는 아키가 시청자와 로케지의 사람들에게 감사의 말을 해, 연속 TV 소설의 1화분과 같은 15분 알맞게 구성된 기획 스테이지를 끝냈다.
또한, 심사원으로서 미야모토와 쿠도가 참가했던 외, 오프닝에서는 아마짱 스페셜 빅 밴드의 생 연주에 맞추어, 아키가 징으로 연주에 참가하는 등, 《아마짱》 관련으로 4시간 25분의 방송 시간 중 약 30분을 써, 각 미디어가 〈아마짱이 “부활”〉 〈아마짱 축제〉 〈아마짱이 홍백을 재크〉란 표현으로 소식을 전했다.
마지막에 아키가 인사한 오후 9시 50분 즈음에 시청률 50.0%를 기록했다. 이것은, 이 회의 홍백가합전의 시간대별 시청률으로서는, 마지막의 키타지마 사부로가 출연한 장면 다음으로 높은 숫자이다.

## 관련 상품

### 홈 미디어
연속 TV 소설에서는 처음으로 Blu-ray Disc판이 발매. 발매원:NHK 엔터프라이즈, 판매원:토에이·토에이 비디오.
아마짱 Blu-ray BOX 1
2013년 9월 27일 발매. 제1주부터 제8주까지를 수록. 리전A, 4매 세트, 본편 720분, 형번:BSZS07826. 특전 영상 및 북클릿을 봉입.
아마짱 DVD-BOX 1
발매일 등 위와 동일. 리전2. 형번:DSZS07826.
아마짱 Blu-ray BOX 2
2013년 11월 8일 발매. 제9주부터 제16주까지를 수록. 리전A, 4매 세트, 본편 720분, 형번:BSZS07827. 특전 영상 및 북클릿을 봉입.
아마짱 DVD-BOX 2
발매일 등 위와 동일. 리전2. 형번:DSZS07827.
아마짱 Blu-ray BOX 3
2014년 1월 10일 발매.
아마짱 DVD-BOX 3
발매일 등 위와 동일.

### CD
오오토모 요시히데 《연속 TV 소설 〈아마짱〉 오리지널 사운드트랙》
2013년 6월 19일 발매, 빅터 엔터테인먼트.
도쿄 코세이 오케스트라 《아마짱 브라반~공식판 취주악 〈아마짱〉 곡집~》
2013년 7월 31일 발매, 빅터 엔터테인먼트. 오프닝 테마 외 여러 곡의 취주악 어레인지 앨범.
아마노 하루코(코이즈미 쿄코) 〈파도소리의 메모리〉
2013년 7월 31일 발매, 빅터 엔터테인먼트.
《하루코의 방 ~아마짱 80's HITS~》
2013년 8월 28일 발매, 빅터 엔터테인먼트/소니 뮤직.
《아마짱 노래 앨범》
2013년 8월 28일 발매, 빅터 엔터테인먼트.
오오토모 요시히데 《연속 TV 소설 〈아마짱〉 오리지널 사운드트랙 2》
2013년 9월 18일 발매, 빅터 엔터테인먼트.

### 음악 전달
오오토모 요시히데 〈아마짱 오프닝 테마〉
2013년 5월 10일 전달 개시, 빅터 엔터테인먼트.
아메요코 여학원 예능 코스 〈달력상으로는 디셈버〉
2013년 6월 29일 전달 개시, 빅터 엔터테인먼트.
아마노 하루코(코이즈미 쿄코) 〈파도소리의 메모리〉
2013년 7월 20일(챠쿠우타, 멜로디 콜, iTunes 착신음)·동 8월 6일(풀 전달) 전달 개시, 빅터 엔터테인먼트.
《아마짱 노래 앨범 별책》
2013년 8월 28일 전달 개시, 빅터 엔터테인먼트.

### 공식 서적
시나리오집
- NHK 연속 TV 소설 〈아마짱〉 완전 시나리오집 (카도카와 매거진즈) 각 권 2013년 11월 30일 발매
  - 제1부 (제1회부터 제72회까지) ISBN 978-4-04-731900-4
  - 제2부 (제73회부터 제156회까지) ISBN 978-4-04-731901-1

오피셜 북
- NHK 드라마·가이드 연속 TV 소설 아마짱 (NHK 출판)
  - Part1, 2013년 3월 25일 발매, ISBN 978-4-14-923563-9
  - Part2, 2013년 7월 30일 발매, ISBN 978-4-14-923564-6

- NHK 연속 TV 소설 아마짱 노넨 레나 featuring 아마노 아키 완전 보존판 (NHK 출판) 2013년 8월 29일 발매 ISBN 978-4-14-081611-0
- NHK 위클리 스텔라 임시 증간 10월 30일호 아마짱 메모리얼 북 (NHK 서비스 센터) 2013년 9월 18일 발매

### 관련 서적
아마짱 팬 북 나, 〈아마짱〉이 정말 좋다!
후소샤, 2013년 8월 28일 발매, ISBN 978-4-594-06902-5
제16주까지의 내용을 자세히 해설한 〈복습 리뷰〉나, 프로·아마추어 관계없이 만화가들이 Twitter상에 투고한 〈아마그림 걸작선〉 등을 모은 팬 북. 드라마 관계자 사이트에는 이 책의 제작에 관여하지 않았지만, 내용 확인을 위해 NHK 엔터프라이즈가 제작 협력하고 있다.
아마짱 팬 북 2 나, 역시 〈아마짱〉이 정말 좋다!
후소샤, 2013년 11월 30일 발매, ISBN 978-4-594-06945-2
위 서적의 제2탄.
아마짱 메모리즈 분게이슌주×PLANETS
여러분의 아마로스를 어떻게든 할게회·편, 분게이슌주, 2013년 10월 31일 발매, ISBN 978-4-16-376770-3
우노 츠네히로 책임 편집의, 컬처 연구지 《PLANETS》에 의한 연구본. 표지·권두 그라비아에 아리무라 카스미, 나카모리 아키오·모기 켄이치로·나카가와 다이치·우노에 의한 좌담회, 〈아마그림〉을 많이 이용한 인물·전 화 리뷰, 관계자 인터뷰, 토미노 요시유키의 특별 기고 등을 수록.
고마워 아마짱 제제제 대연구
대일본 아마짱 연구회·편, 타케쇼보, 2013년 11월 7일 발매, ISBN 978-4-8124-9777-7

### 내용주
1. 1 2  실제로는 키타산리쿠 역 앞 장면은 VTR로, 〈스낵 리아스〉의 세트를 홍백 회장인 NHK 홀에 인접해 있는 모두의 광장 서로 만나는 홀에 설치해 두었다고 한다.
2. ↑  출연 멤버는, 아키(노넨 레나) 외, GMT의 이루마 시오리(마츠오카 마유)·엔도 마나(오노 이토)·미야시타 아유미(야마시타 리오)·캰 에렌(쿠라시타 호나미)의 4명, 〈아메요코〉의 아리마 메구(아다치 리카)와 나리타 리나(미나세 이노리), 실제 가창을 담당한 베이비레이즈의 4명. 베이비레이즈의 멤버는 〈아메요코〉의 의상으로 퍼포먼스를 피로했다. 또한, GMT의 오노데라 카오루코(유우키 미오)와 베로니카(사이토 아리나), 베이비레이즈의 와타나베 리오는 15세 미만으로, 노동 기준법의 규정으로 21시 이후의 생방송 출연을 하지 못하기 때문에 불참이 되었다.
3. ↑  또한, 심사석의 미야모토는 극 중에서는 〈나츠 할매와 닮은 다른 사람〉이라는 것이 되어있다.
4. ↑  노넨은 홍백 PR 대사를 맡고있었는데, 프로그램 내에서는 전 편을 〈아마노 아키〉로서 참가했다.

### 참조주
1. ↑  “여주인공은 노넨 레나 상! 헤이세이 25년도 전기 아침 드라마 〈아마짱〉”. 《드라마 토픽스 블로그》. NHK 온라인. 2012년 7월 26일. 2013년 7월 23일에 원본 문서에서 보존된 문서. 2013년 7월 15일에 확인함.
2. ↑  “노넨 레나 〈흥분해서 기세로 하늘로 날아갈 것 같아〉 NHK 아침 연속 드라마 여주인공에 대 발탁”. 《스포츠 닛폰》. 2012년 7월 26일.
3. ↑  “연속 TV 소설 〈아마짱〉이 로케 크랭크 인! 여주인공 노넨에게 코이즈미 쿄코도 헤롱헤롱!”. 《시네마 투데이》 (시네마 투데이). 2012년 11월 1일. 2013년 8월 2일에 확인함.
4. ↑  “〈아마짱〉 크랭크 업 ＜회견 일문 일답＞”. 《모델 프레스》 (넷 네이티브). 2013년 8월 1일. 2013년 8월 2일에 확인함.
5. ↑  “노넨 레나, 〈아마짱〉 크랭크 업에 벌써 속편에 의욕!”. 《시네마 투데이》 (시네마 투데이). 2013년 8월 1일. 2013년 8월 2일에 확인함.
6. ↑  “4월부터의 연속 TV 소설 〈아마짱〉 신 캐스트 발표!”. 《드라마 토픽스 블로그》. NHK 온라인. 2013년 1월 18일. 2013년 7월 13일에 원본 문서에서 보존된 문서. 2013년 7월 15일에 확인함.
7. ↑  “NHK 아침 드라마에서 〈GMT47〉 결성”. 《데일리 스포츠》. 2013년 1월 19일. 2013년 7월 15일에 확인함.
8. ↑  “이와테가 무대, NHK 연속 TV 소설 〈아마짱〉 각본 담당의 쿠도 칸쿠로 상 말한다”. 《MSN 산케이 뉴스》. 2013년 4월 1일. 2013년 7월 18일에 원본 문서에서 보존된 문서. 2013년 6월 14일에 확인함.
9. ↑  “헤이세이 25년도 전기 아침 드라마 〈아마짱〉 출연자 발표!”. 《드라마 토픽스 블로그》. NHK 온라인. 2012년 9월 6일. 2013년 7월 21일에 원본 문서에서 보존된 문서. 2013년 7월 15일에 확인함.
10. ↑  “쿠도 칸쿠로 상이 말한다! 〈아마짱〉은 이런 드라마”. 《드라마 토픽스 블로그》. NHK 온라인. 2012년 6월 8일. 2013년 7월 29일에 원본 문서에서 보존된 문서. 2013년 7월 15일에 확인함.
11. ↑  “NHK 연속 TV 소설:〈아마짱〉으로 첫 아침 드라마 각본, 쿠도 칸쿠로 〈시골 떨어진 원체험 투영〉”. 《마이니치 신문》. 2013년 3월 23일. 2013년 5월 1일에 원본 문서에서 보존된 문서. 2013년 4월 6일에 확인함.
12. ↑  “아침 드라마 〈아마짱〉에서 널리 퍼진 〈제!〉의 비밀 유행어 대상도 노리고 있다?”. 《ZAKZAK》. 2013년 4월 8일. 2013년 5월 22일에 원본 문서에서 보존된 문서. 2013년 5월 22일에 확인함.
13. ↑  “아침 드라마 〈아마짱〉의 사운드트랙 6월에 등장! 오오토모 요시히데가 플라잉 발표”. 《타워 레코드 온라인》. 타워 레코드. 2013년 4월 18일. 2013년 4월 26일에 확인함.
14. 1 2 3  “아마짱 “삽입곡” 완성!”. NHK 연속 TV 소설 〈아마짱〉 - 공식 사이트. 2013년 5월 13일. 2013년 5월 22일에 원본 문서에서 보존된 문서. 2013년 5월 13일에 확인함.
15. ↑  “코이즈미 쿄코: 〈아마짱〉 삽입곡을 전력 가창 〈17세의 머메이드같은 기분으로 불렀습니다〉”. 《마이니치 신문 디지털》. 2013년 5월 13일. 2013년 7월 22일에 원본 문서에서 보존된 문서. 2013년 5월 31일에 확인함.
16. ↑  “고음에서는 흰 눈으로! 아마짱, 〈파도소리의 메모리〉 가라오케 동영상 공개”. 《ねとらぼ》 (ITmedia). 2013년 5월 31일. 2013년 6월 28일에 확인함.
17. ↑  오오토모 요시히데 (2013년 6월 28일). “갑자기 정보 해금 〈달력상으로는 디셈버〉 제작 비화”. 오오토모 요시히데의 JAMJAM 일기. 2013년 6월 28일에 확인함.
18. ↑  ““하루코 마마” CD 데뷔, 아마짱 삽입곡 〈파도소리의 메모리〉”. 《스포츠 호치》. 2013년 7월 20일. 2013년 7월 20일에 원본 문서에서 보존된 문서. 2013년 7월 20일에 확인함.
19. ↑  “Office Heartful”. 일본방송협회. 2013년 6월 29일에 원본 문서에서 보존된 문서. 2013년 7월 6일에 확인함.
20. ↑  ““아메죠”에 의한 〈아마짱〉신 삽입곡, 오늘 전달 스타트”. 나타리. 2013년 6월 29일. 2013년 6월 28일에 확인함.
21. ↑  “제제! “아메죠” 목소리의 정체는 베이비레이즈”. 《sanspo.com》. 산케이 스포츠. 2013년 7월 9일. 2013년 8월 12일에 원본 문서에서 보존된 문서. 2013년 7월 9일에 확인함.
22. ↑  “《아마짱》 7관! 도쿄 드라마 어워드 2013 수상식”. 《오리콘 스타일》. 오리콘. 2013년 10월 22일. 2013년 10월 22일에 확인함.
23. ↑  “아마짱 시청률 최고를 갱신 23.9%”. 데일리 스포츠. 2013년 8월 26일. 2013년 8월 26일에 확인함.
24. ↑  “제제! 아마짱 시청률 최고인 27.0%”. 닛칸 스포츠. 2013년 9월 17일. 2013년 9월 18일에 확인함.
25. ↑  “아마짱: 최종회 시청률 23．5% 최고 27.0%는 과거 10년간 톱”. 《마이니치 신문 디지털》. 마이니치 신문사. 2013년 9월 30일. 2013년 9월 30일에 확인함.
26. ↑  시청률 데이터·주간 가구당 고 시청률 프로그램 10·백 넘버 2013년도(비디오 리서치사 사이트 내) 보관됨 2013-08-04 - 웨이백 머신의 각 링크 페이지에서 참조
27. ↑  “기획 코너 결정 알림 연속 TV 소설 〈아마짱〉 “특별편”을 홍백 중에 생방송!!”. 《제64회 NHK 홍백가합전 공식 사이트 내》. 일본방송협회. 2013년 12월 24일. 2014년 1월 5일에 원본 문서에서 보존된 문서. 2014년 1월 5일에 확인함.
28. 1 2 3 4 5  “아마짱 축제! 노넨&하시모토 〈파도소리의 메모리즈〉 부활/홍백”. 2014년 1월 1일. 2014년 1월 3일에 확인함.
29. 1 2 3  “아마짱, 홍백 재크! 화려하게 패밀리 집결”. 《스포츠 호치》. 2014년 1월 1일. 2013년 12월 31일에 원본 문서에서 보존된 문서. 2014년 1월 5일에 확인함.
30. ↑  오오토모 요시히데 (2014년 1월 2일). “홍백 〈아마짱 제157화〉”. 《오오토모 요시히데의 JAMJAM 일기》. 2014년 1월 2일에 확인함.
31. 1 2 3  “홍백에서 〈아마짱〉 “부활””. 《데일리 스포츠》. 2013년 12월 31일. 2014년 1월 2일에 확인함.
32. ↑  “【홍백】〈아마짱〉이 하룻밤 한정 부활 코이즈미·야쿠시마루도 열창”. 《MSN 산케이 뉴스》. 2013년 12월 31일. 2014년 1월 1일에 원본 문서에서 보존된 문서. 2014년 1월 1일에 확인함.
33. ↑  “〈홍백〉 아마짱 속편으로 시청률 50%”. 《데일리 스포츠》. 2014년 1월 6일. 2014년 1월 7일에 확인함.
34. ↑  “NHK, 〈아마짱〉의 BD-BOX를 9월 27일부터 발매. 아침 드라마 첫 BD화”. AV Watch. 2013년 6월 11일.
35. ↑  “쿠도 칸쿠로 취향의 선곡 〈아마짱〉 80년대 컴필레이션”. 나타리. 2013년 7월 18일. 2013년 7월 18일에 확인함.
36. ↑  “《아마짱》인기 극 중 노래가 앨범화 〈파도소리의 메모리〉 등 전 15곡 수록”. 《ORICON STYLE》 (오리콘). 2013년 8월 7일. 2013년 8월 7일에 확인함.
37. ↑  “〈NHK 연속 TV 소설 《아마짱》 완전 시나리오집 제1부·제2부〉 발매 결정!”. PR TIMES. 2013년 9월 26일. 2013년 9월 28일에 확인함.
38. ↑  〈아마짱 사랑〉 만재의 팬 북, 제제제한 내용 저명인이 열렬 기고 - 석간 후지·2013년 8월 27일.
39. ↑  아마짱 메모리즈 보관됨 2013-10-29 - 웨이백 머신, 분게이슌주, 2013년 10월 27일 열람.